# العبال (كحلان عفار)

تعديل مصدري - تعديل

العبال هي إحدى قرى عزلة بنى عشب بمديرية كحلان عفار التابعة لمحافظة حجة، بلغ تعداد سكانها 250 نسمة حسب تعداد اليمن لعام 2004.